# Shub-Niggurath

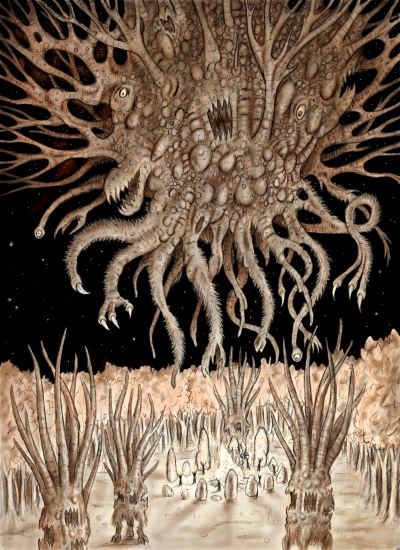
Wizja artysty: Shub-Niggurath z „tysiącem młodych”

Shub-Niggurath, znana też jako „Czarna Koza z Lasu z Tysiącem Młodych”, to fikcyjne bóstwo wywodzące się z fikcji autorstwa H.P. Lovecrafta. Nazywane jest również „Czarnym Baranem z Lasu z Tysiącem Owiec”, by wprowadzić płeć męską w stosunku do Wielkiego Przedwiecznego, którego zwykle uważa się za samicę.
Pierwsza wzmianka o Shub-Niggurath pochodzi z opowiadania Ostatnia próba (1928). Bogini nigdy nie została dokładnie opisana w prozie Lovecrafta, ale jej imię jest często wspominane lub wzywane podczas rytuałów. Jako postać pojawia się u innych autorów współtworzących mitologię Lovecrafta - Augusta Derletha, Roberta Blocha i Ramseya Campbella. 
Twórczość Lovecrafta nie zawiera żadnych szczegółów na temat wyglądu Shub-Niggurath. Bóstwo pojawia się po raz pierwszy w opowiadaniu Koszmar w Dunwich (1928), jednak wzmianka ogranicza się do okrzyku „Iä! Shub-Niggurath!”. Kolejna historia wspominająca to bóstwo zatytułowana jest Szepczący w ciemności (1930) i zawiera nagranie oraz fragment obrzędu, w którym obszernie wzywa się Czarną Kozę z Lasu z Tysiącem Młodych. Inne podobne wykrzyknienia mają miejsce w Snach w domu wiedźmy (1932) oraz w Coś na progu (1933).
Jedynych szczegółowych informacji o Shub-Niggurath dostarcza proza publikowana pod nazwiskami klientów, dla których Lovecraft pisał jako ghostwriter. Stworzył dla nich równoległy cykl mitów i odrębną grupę Wielkich Przedwiecznych, takich jak Yig, Ghatanotha, Rhan-Tegoth, złe bliźnięta Nug i Yeb oraz Shub-Niggurath. W opowiadaniu Kopiec, opisującym odkrycie podziemnej krainy K'n-yan przez hiszpańskiego konkwistadora, pojawia się świątynia Tsathogguy, którą przekształcono w kaplicę Shub-Niggurath, „Wielkiej Matki i żony Tego, którego się nie nazywa. Ta bogini była czymś w rodzaju wyrafinowanej Astarte (...)”. To porównanie kojarzy Shub-Niggurath z boginią płodności Cybele, "Wielką Matką", wspomnianą w opowiadaniu Szczury w ścianach Lovecrafta.
Inne źródła, mówiące o koncepcji Shub-Niggurath, znajdują się w listach Lovecrafta. Na przykład, w liście do Willisa Conovera, Lovecraft opisuje ją jako „złą, przypominającą opar istotę”. 
Mimo że Shub-Niggurath jest zwykle utożsamiana z epitetem „Czarna Koza z Lasu z Tysiącem Młodych”, możliwe, że Czarna Koza jest odrębnym stworzeniem. Rodolfo Ferraresi w eseju „The Question of Shub-Niggurath” twierdzi, że koza jest spersonifikowanym obiektem, przez który Shub-Niggurath jest czczona. W przeciwieństwie do Wielkiej Przedwiecznej, Czarna Koza jest czasami przedstawiana jako samiec, na przykład w Szepczącym w ciemności, gdzie określa się go „Panem Lasu”. Czarna Koza może być także uosobieniem Pana, ponieważ Lovecraft inspirował się Wielkim Bogiem Panem (1890) Arthura Machena. W tej formie Czarna Koza może reprezentować Szatana w formie satyra, półczłowieka i półkozła. W folklorze satyr symbolizował mężczyznę z nadmierną seksualną żądzą. Możliwe, że Czarna Koza stanowi męską, ziemską formę Shub-Niggurath, w której bogini pragnie kopulować ze swoimi wyznawcami. 